# 滨河阿兰迪利亚
滨河阿兰迪利亚（西班牙語：Arandilla del Arroyo）是西班牙卡斯蒂利亚-拉曼恰昆卡省的一个市镇。总面积20平方公里，总人口27人（2001年），人口密度1人/平方公里。